# Piero Ghezzi
Piero Eduardo Ghezzi Solís  (Lima, 8 de abril de 1968) es un economista peruano y consultor internacional experto en temas de desarrollo productivo e informalidad para el asesoramiento e implementación de Políticas de Desarrollo Productivo, con especial énfasis en Mesas Ejecutivas y cadenas de valor.
Fue Ministro de la Producción del Perú durante el gobierno de Ollanta Humala, desde febrero del 2014 hasta julio del 2016, desde donde diseñó e implementó las Mesas Ejecutivas, una novedosa metodología para poner en práctica políticas de desarrollo productivo mediante colaboración público-privada.
Entre 2007 y 2013 fue jefe mundial de Estudios Económicos y jefe de Investigación de Mercados Emergentes en el Barclays Capital, con sede en Londres. También ha sido jefe de Investigación para América Latina, Jefe de Estrategia para América Latina, y Jefe de Estrategia de Deuda Externa para Mercados Emergentes en el Deutsche Bank en Nueva York (1999 - 2007).
Fue profesor asistente del Departamento de Economía de la Universidad Johns Hopkins en Baltimore, Estados Unidos. Cuenta con un doctorado en Economía de la Universidad de California en Berkeley y un  Certificado de Estudios Avanzados (ASC) en Política Económica Internacional del Instituto de Economía Mundial en Kiel - Alemania.
Ha escrito los libros "Qué se puede hacer con el Perú: ideas para sostener el crecimiento económico en el largo plazo" (2013), en coautoría con José Gallardo Ku; "Logros y desafíos de la diversificación productiva en el Perú (2016); y "El Estado productivo: una apuesta para reconstruir la relación entre mercado y Estado en el Perú pospandemia" (2021). De manera regular contribuye con capítulos para libros y publica artículos periodísticos y académicos.

## Biografía
Nació en Lima en 1968. Hijo de Juan Eduardo Ghezzi Quevedo y Aída Solís. 
En 1998 se casó con Marianne Barton Martinelli. 

## Educación
Realizó estudios escolares en el Colegio Santa Rita de Casia de Miraflores, en la ciudad de Lima.
Ingresó a la Universidad del Pacífico, en la que se graduó de bachiller en Economía (1989). Posteriormente, hizo estudios avanzados de Política Económica Internacional en el Instituto de Kiel para la Economía Mundial en Schleswig-Holstein, Alemania. Realizó un doctorado en Economía en la Universidad de California en Berkeley (1997). Allí se desempeñó como asistente académico en el Departamento de Economía (agosto de 1993 - Marzo de 1995) y recibió el premio Swan del Journal of Development Economics, otorgado al alumno con las mejores notas en el primer año del PhD en Berkeley.

## Experiencia

### Primeros años
Entre 1995 y 1996 fue asesor de Macroeconomía del Ministerio de Economía del Perú. Luego, profesor de Macroeconomía Internacional en la Universidad Johns Hopkins y consultor del BID (1998).

### Deutsche Bank, Nueva York
En enero de 1999 ingresó al Deutsche Bank de Nueva York como Economista de la Región Andina, Vicepresidente. En 2001, fue asignado como Estratega de Deuda Externa de Mercados Emergentes, también en el cargo de Vicepresidente. En los años 2003 y 2004, fue nombrado Jefe de Estrategia Soberana de Deuda Externa Mercados Emergente (Director) y jefe de Estrategia para América Latina (Director), respectivamente. Finalmente, en 2006, se desempeñó como jefe de investigación de América Latina (Director general). 

### Barclays Capital, Londres
En julio de 2007 se unió al Barclays Capital de Londres como jefe de Investigación de Mercados Emergentes y en 2008 asumió la dirección mundial de Economía Global y de Mercados Emergentes. En 2010, fue asignado director general de Economía Global, Mercados Emergentes y FX, en donde estuvo a cargo de un equipo de 95 economistas y estrategas de economías y mercados globales.
En 2013 se convirtió en socio fundador de CAPIA, empresa peruana dedicada a la inversión bancaria y gestión de activos.

### Ministro de la Producción del Perú (2014 - 2016)
El 24 de febrero de 2014, el entonces presidente del Perú Ollanta Humala lo designó Ministro de la Producción, cargo desde el cual diseñó e implementó las Mesas Ejecutivas, una metodología para poner en práctica las políticas de desarrollo productivo mediante colaboración público - privada. Permaneció en el ministerio hasta el término del gobierno en julio de 2016.

### HacerPerú
Desde abril de 2018 es socio fundador y miembro del Consejo Editorial de HacerPerú, plataforma de debate y difusión de políticas públicas. Desde agosto de 2022 es socio fundador y CEO de GDP PARTNERS S.A.C.. 

### Actualidad
Actualmente se desempeña como Consultor internacional para el asesoramiento e implementación de Políticas de Desarrollo Productivo, con especial énfasis en Mesas Ejecutivas y cadenas de valor, a entidades multilaterales (BID, BM y OIT) y gobiernos de la región.

## Publicaciones
- Ghezzi, P., Hallak, J. C., Stein, E., Ordoñez, R., & Salazar, L. (2022). Competir en la agroindustria: Estrategias empresariales y políticas públicas para los desafíos del siglo XXI. Washington, D.C.: Banco Interamericano de Desarrollo.
- Ghezzi, P., & García Carpio, J. M. (2022) Las MYPE en Perú: saltando la valla de calidad para contribuir al crecimiento y al desarrollo. Washington, D.C.: Banco Interamericano de Desarrollo.
- Ghezzi, P. (2021). El Estado productivo. Lima: Planeta.
- Ghezzi Solís, P. (2021). Cómo fortalecer el agrobanco y el financiamiento agropecuario: una visión productivista.
- Ghezzi, P. & Quicaña, E. (2021). Las mesas ejecutivas para la productividad y el trabajo decente: enfoque y metodología. Lima: OIT, Oficina Regional para América Latina y el Caribe. 40 p.
- Ghezzi, P. & Stein, E. (2021). Los arándanos en el Perú. Nota técnica del Banco Interamericano de Desarrollo.

- Ghezzi, Piero (2020). El reinicio. En Coronashock: ¿Cómo reactivar la economía?, pp 34 - 53. DEBATE.
- Ghezzi, P. (2020). Políticas de desarrollo productivo para la transición a la formalidad en la economía rural de América Latina y el Caribe. Organización Internacional del Trabajo.
- Ardilla, Sergio, Ghezzi, Piero, Reardon, Thomas and Stein, Ernesto (2019). Modern Agri-Food Markets: Fertile Ground for Public-Private Cooperation. In M. Mesquita and E. Stein (Eds.), Trading Promises for Results: What Global Integration Can Do for Latin America and the Caribbean, pp 285 – 308. Inter-American Development Bank.
- Ghezzi, Piero (2019). Mesas Ejecutivas en Perú. Banco Interamericano de Desarrollo. Documento para discusión N° IDB-DP-711.
- Ghezzi, Piero (2017). Mesas Ejecutivas in Peru: Lessons for Productive Development Policies, Global Policy 8, Issue 3, 369-380. Ghezzi, Piero and Steve Utterwulghe (2017). “Public-Private Dialog for Modern Industrial Policy: Towards a Solutions-oriented Framework” Washington, DC: World Bank
- Ghezzi, Piero (2016.) Logros y Desafíos de la Diversificación Productiva en el Perú. Lima, Ministerio de la Producción.
- Ghezzi, Piero y José Gallardo (2013). Qué se puede hacer con el Perú: ideas para sostener el crecimiento económico en el largo plazo. Lima: Universidad del Pacífico: Pontificia Universidad Católica del Perú.
- García Pascual, Antonio y Piero Ghezzi (2011). La Crisis Griega: Un Problema Fiscal en Fernando Fernández (ed.) La Crisis en Europa: ¿Un Problema de Deuda Soberana o una Crisis del Euro?, FEF
- Broda, Christian, Piero Ghezzi and Eduardo Levy-Yeyati (2010). Advanced Emerging Markets: The Road to Graduation.
- Ghezzi, Piero, Ernesto Stein and Jorge Streb (2005). Real Exchange Rate Cycles around elections. Economics and Politics 17, 297-330
- Balston, Marc and Piero Ghezzi (2003). Emerging Markets in 2003, in The 2003 Guide to Opportunities in Global Fixed Income.
- Frieden, Jeffry, Piero Ghezzi and Ernesto Stein (2001). Politics and Exchange Rates: A Cross-Country Study in The currency game: exchange rate politics in Latin America, edited by Jeffry Frieden, Piero Ghezzi and Ernesto Stein.
- Ghezzi, Piero (2001). Backward-looking indexation, credibility and inflation persistence. Journal of International Economics 53, 127 – 147
- Ghezzi, Piero and Alberto Pasco-Font, Exchange Rates and Interest Groups in Peru. 1950-1996 in The currency game: exchange rate politics in Latin America, edited by Jeffry Frieden, Piero Ghezzi and Ernesto Stein.

## Documentos de investigación
- Sabel, Charles and Ghezzi, Piero, 2020. “The quality hurdle: Towards a development model that is no longer industry-center”. Preliminary draft.
- Ghezzi, Piero, 2020. “Políticas de Desarrollo Productivo para la Formalización Rural”. Documento preliminar
- Ghezzi, Piero, 2012. “Elementos para una Regla Fiscal en el Perú”.
- Gallardo, José y Piero Ghezzi, 2011. “La Economía Peruana: Reflexiones a raíz de las Elecciones 2011”.
- Xu, David and Piero Ghezzi. 2003. “Fundamentals to Spreads Model: Methodology Update”.
- Xu, David and Piero Ghezzi. 2002“From Fundamentals to Spreads: A fair Value Model for High Yield EM Sovereigns”.
- Ghezzi, Piero, 2001. “Public Debt Sustainability in Selected EM Countries” Deutsche Bank Special Publication.
- Ghezzi, Piero and Leonardo Leiderman, 2000. “Public Debt Sustainability in Latin America” Deutsche Bank Special Publication.
- Ghezzi, Piero, and Liliana Rojas-Suarez, 2000. “Current Account Sustainability in Latin America” Deutsche Bank Special Publication.
- Ghezzi, Piero, 1997.“Exchange Rate-Based Stabilizations when to switch Anchors”.
- Oliveira, Rogerio, Ludan Liu and Piero Ghezzi, 2006. “On the Pricing of EM Currency-Linked Offshore Notes”.